# کالمن لوی
کالمن لوی (انگلیسی: Calmann-Lévy) شرکت انتشارات فرانسوی است، که در سال ۱۸۳۶ تأسیس شد.